# Корнєва Олена Андріївна
Олена Андріївна Корнєва (нар. 5 грудня 1929) — радянський і російський фахівець в області імунофізіології. Академік РАМН (1997), академік РАН (2013), доктор медичних наук, професор, керівник відділу Загальної патології й патофізіології ФДБНУ «ІЕМ» (1982—2015).

## Біографія
Олена Андріївна Корнєва закінчила I-й Ленінградський медичний інститут ім. акад. І. П. Павлова (нині СПбДМУ) у 1953 р., де вчилася також в аспірантурі.
Подальша професійна діяльність пов'язана з Науково-дослідним інститутом експериментальної медицини.
З 1982 р. по 2015 роки — керівник відділу загальної патології й патофізіології ФДБУ «ІЕМ» ПЗВ РАМН.
Корнєва О. А. також є професором кафедри патофізіології медичного факультету СПбДУ, де організувала читання курсу лекцій з імунофізіології.
11 грудня 1986 року обрана членом-кореспондентом РАМН.
14 лютого 1997 року обрана академіком РАМН.
30 вересня 2013 року обрана академіком РАН (в рамках приєднання РАМН і РАСГН до РАН).

## Наукова діяльність
Олена Корнєва є одним із засновників нової наукової дисципліни — імунофізіології, розвиток якої було більшою мірою ініційовано зробленим нею відкриттям про вплив певної структури мозку на інтенсивність імунної відповіді. Властивість певних структур мозку при пошкодженні пригнічувати, а при подразненні стимулювати імунну відповідь було відкрито О. А. Корнєвою в 60-х рр. і сприяло вивченню ролі структур головного мозку в регуляції функцій імунної системи. У виданій в США у 1986 році книзі «Засновники психонейроімунологіі» О. А. Корнєва названа одним з основоположників цієї наукової дисципліни.
Корнєва О. А. є автором понад 400 публікацій, зокрема 7 монографій і свідоцтво на відкриття.
Олена Андріївна входить до складу редколегій міжнародних журналів: «Brain, Behavior and Immunity», «Neuroimmunomodulation», «Advances in Neuroimmune Biology» і російських журналів: «Патогенез», Медичний академічний журнал і «Фізіологія і патологія імунної системи».
О. А. Корнєва — організатор багатьох вітчизняних та міжнародних наукових форумів. У 2007, 2009, 2011 роках в Санкт-Петербурзі нею спільно з Інститутом неврології Товариства Макса Планка (Німеччина) організовані міжнародні симпозіуми «Взаємодія нервової та імунної систем в нормі та патології», які визначили нові шляхи в розвитку імунофізіології.

## Членство в російських або зарубіжних академіях, асоціаціях, товариствах
Один із засновників, віце-президент (1987—1990) Міжнародного наукового товариства з нейроімуномодуляції.
Один із засновників (1990—1994), член президії Міжнародного товариства з психонейроімунології, Почесний Директор Фонду по психонейроімунології (США), 1993—1996.
Член Нью-Йоркської академії наук, 1996.
Член Редакційної колегії Міжнародного видання «Professional women's» (Американський Біографічний Інститут), 2006.
Член редакційної колегії Міжнародного журналу «Нейроімуномодуляція», з 1990 по 2010 рр.
Голова Санкт — Петербурзького відділення Товариства імунологів, з 2000 року.

## Державні нагороди, почесні звання
- Диплом про відкриття № 69, 1970 р.
- Нагорода Міжнародного наукового Товариства з нейроімуномодуляції, 1990 р. — диплом від президента товариства.
- Академік Російської академії медичних наук, 1997.
- Почесний член Товариства патофізіологів Японії, 1998 р.
- Почесний член Міжнародного товариства з імунореабілітації, 2004 р.
- Золота медаль Російського імунологічного товариства, 2004 р.
- Почесний доктор Інституту експериментальної медицини, 2005 р.
- Лауреат премії принца Ольденбурзького, 2008 р.

Державні нагороди:
- орден «Знак Пошани», 11.03.1976 р.
- почесне звання «Заслужений діяч науки Російської Федерації», 11.11.2000 р.
- орден Дружби 13.02.2014 р.

Відомчі нагороди:
- знак «Відмінник охорони здоров'я», 03.06.1975 р.

### Інтерв'ю
- Любить и быть здоровым [Архівовано 19 червня 2019 у Wayback Machine.]